# ローリー・クック
ローリークックは、沖縄県を中心に活動する音楽家。父は「芭蕉布」の作曲家の普久原恒勇、祖父は民謡歌手でマルフクレコード創設者の普久原朝喜。作詞家の朝比呂志は叔父にあたる。

## 概要
本名は普久原朝教（ふくはらとものり）。1963年コザ市（現沖縄市）生まれ。デビュー当時はローリーで活動するが、2005年以降ローリークックへ改名。2016年1月にローリーに戻した。
1986年にロックバンド「The Waltz」を結成。ライブ活動ではB.B.キングや憂歌団と共演。また楽曲はTV番組のテーマソングやオリオンビールのCMなどにも使用される。基地の街、コザでは米兵相手に洋楽のコピーバンドが主流だったが、時に方言を交えながら自分の言葉で歌唱活動を行った。

## ディスコグラフィー

### ソロ作品
- ローリー
  - 『永遠の詩』 1998年
  - 『ROLLY'S BEACH! 』2000年
- ローリーwithわんぱく家『天然のプ～ゥ』2001年
- ローリークック
  - 『月とギターとベランダ』2005年
  - 『カメジロー』2008年
  - 『It's a beautiful day』2009年

### THE WALTZ
- 『I LOVE YOU KOZA』1989年
- 『WOO-TOO-TOO』1995年
- 『okinawan chiristmas』2002年

### ローリーロール・バンド
- 『R.R.Q.』2017年

### オムニバス
- 『NHK全日本勝ち抜きロック選手権’90　BSヤングバトル』1991年
- 『THE SHOWCASE NAHA 1994』1994年
- 『オキナワ・バージョン'95　浦添音楽祭』1995年
- 『OKINAWA LIVE HOUSE MOD'S』2001年
- 『琉球詩歌』2003年
- 『ぬちぐすい』2003年
- 『おおきなわ』2003年
- 『okinawa seaside walking』2004年
- 『オリオンビールCMソング集』2006年　など

### その他参加作品
- 伊波智恵子
  - 『チョッチョイひとり旅 』1979年
  - 『伊波智恵子』1991年
  - 『おもろうた』1998年
- V.A.
  - 『普久原恒勇の世界1』1990年
  - 『獏　詩人・山之口獏をうたう　監修高田渡』1998年
  - 『練習用　民謡名曲集』1999年
  - 『オキナワン　ヒッツ&スタンダーズ』1999年
  - 『オリオンコマーシャルソング 2000年』2000年
- ホップトーンズ『歌って暮らせば』1991年
- そけいとき『明日を迎えるために』1993年
- 石垣勝治『コザの街のKATSUJI』1995年
- 佐渡山豊
  - 『さよならおきなわ』1997年
  - 『igaloo』2003年
- パーシャクラブ
  - 『OKINAWA PARADISE RADIO』1997年
  - 『nada nada』2000年
- yamako『ベストアルバム』1999年
- 松田弘二『ギターによるおきなわメロディー』1999年
- マキシシノブ『マッキーカーニバル』2000年
- Erina『2000 to DANCE』2000年
- 高良結香『Goin' Home』2006年
- 下地勇『3%』2008年6月8日
- 砂川恵理歌『一粒の種』2009年2月18日